# 期間雇用社員 (日本郵政)
日本郵政グループ各社における期間雇用社員（きかんこようしゃいん）とは、同社グループにおいて有期労働契約の労働契約を締結した社員を指す通称である。ゆうメイトともいう。
契約社員は4月から9月、10月から翌3月までの半年ごとの契約で統一されており、期間の途中で契約を結んでも一斉に契約を満了し再び契約更新する必要がある。毎年2月1日、8月1日の評価実施基準日まで2月以上勤務して契約更新された場合は加算給も更新される。
2018年には同一労働同一賃金を巡って日本郵便格差訴訟が発生し、最高裁まで争われた。2020年の最高裁判決では、各種手当を無期契約労働者に対して支給する一方、有期契約労働者に対しては支給しないという相違は労働契約法20条にいう不合理と認められると判断された。

## 経緯
非正規採用職員の雇用は、旧郵政省時代は主に夏季ならびに年末年始にのみの場合が多かったが、1990年代以降においては業績悪化の影響もあり、正規職員（現在の正社員）の採用抑制や人員削減などによって、非正規採用職員（期間雇用社員）の採用が増えており、近年では通年にわたって勤務する非正規採用社員も多い（約6割以上を占める）。身分は国営であった2007年9月末日まで、「非常勤国家公務員」であった。
2007年（平成19年）10月の郵政民営化によって、これまでの非正規採用職員に該当する非正規雇用者の総称を期間雇用社員とし、さらにスペシャリスト社員・エキスパート社員・月給制契約社員・時給制契約社員・パートタイマー・アルバイトに区分して細分化されるようになった。現在ではパートタイマーという名前は削除され、局外に対しては長期アルバイトとして募集しているが、局内では時間給制契約社員という名前に統一された。
Japan Post Systemや集配業務支援システム（Delivery Operation Support System、DOSS）の導入により、人件費削減が推進されている。
かつてはポストの横などに求人広告を貼り付けるなどして募集していたが、市民から苦情が多数寄せられたことなどにより中止された。

## 歴史
- 1949年（昭和24年） - 行政機関職員定員法（昭和24年5月31日法律第126号）公布。非常勤職員を採用。
- 1960年（昭和35年） - 旧郵政省、非常勤任用規定を策定。
- 1961年（昭和36年）2月28日 - 「定員外職員の常勤化の防止について」を閣議で決定する。これを受けて、人事院規則などで、非常勤職員の任用についての法制化。
- 1990年（平成2年）頃から「ゆうメイト」という呼称を制定。その後、常勤（臨時補充職員。現在の月給制契約社員に該当）・非常勤（現在の時給制契約社員、パートタイマー、アルバイト）ともに非正規採用職員の総称を「ゆうメイト」に統一。
- 2007年（平成19年）10月1日 - 郵政民営化に伴い、公においての「ゆうメイト」の呼称を廃止。これに代わり、非正規社員の総称を「期間雇用社員」とし、さらにはスペシャリスト社員・エキスパート社員・月給制契約社員・時給制契約社員・パートタイマー・アルバイトに細分化。同年9月末日まで在籍していたゆうメイトは全員一旦解雇され、その後細分化された肩書きにおいて各社に新規雇用という扱いにおいて事実上継続雇用となる。
- 2008年（平成20年）現在、日本郵政グループには12万人以上の期間雇用社員が在籍しているといわれている。

## 賃金
基本給+加算給＝基本賃金。基本給は地域別最低賃金（10円未満は10円に切り上げ）に20円を加えた郵政グループの地域別基準額と、局長が職務を考慮した職務加算給（一般的に内務より外務の方が高い）の合計。加算給は一定の勤務期間（2月1日、8月1日の評価実施基準日まで2月以上）を有する者に対し、社員としての基礎評価給と、スキル評価によってあらかじめ定められた金額が増減する資格給がある。
基礎評価給は10項目全て○で初めて10円の加算、遅刻などは半年間で1回でも遅刻すると△評価。資格給は自己評価の提出、指定された役職者による一次評価、部長による二次評価、局長による最終評価を経て社員にフィードバックされる。評価項目全てについて、正確かつ迅速にできるまでに至っていない場合は習熟度無（-）、できている場合は習熟度有（+）。最高ランクのAランク習熟度有（A+）まで到達するには最低でも5回の契約更新が必要だが、なかなか昇格できない、
時給制契約社員のスキル認定　基礎評価の評価基準
ユニフォーム・胸章を正常に着用している
服装、身だしなみは社員としてふさわしいものとなっている。
分かり易く、はっきりと、丁寧な言葉づかいをしている。
無届けの遅刻・早退・欠勤はなかった。
休憩・休息時間を守っている。
管理社員、社員、リーダーの指示を理解して対応している。
「C」ランクのスキル基準を満たしている。
他の社員とのコミュニケーションをとり、チームの一員として行動している。
他の社員の仕事の邪魔をしたり、自分勝手な行動をしたりしていない。
郵便物・機械類・機動車・備品・物品をていねいに扱っている。
時給制契約社員等のスキル基準モデル　郵便外務・通集配
- Cランク

1区通区ができる
指示に従って他の社員の応援ができる
- Bランク

2区通区ができる
自ら他の社員の応援ができる
苦情申告の対応ができる
Cランクのスキル基準を満たしている
- Aランク

3区以上の通区ができる
他の時給制契約社員に対して、指示・指導ができる
Bランクのスキル基準を満たしている

## 待遇と差別問題
かつての正規職員（現在の正社員）が非常勤を差別し蔑視した挙句、暴言を吐いて恫喝したり、集団でのいじめ行為を行うなどの労働問題が存在していた。近年においても差別の風土は根強く残る上、全国各地で訴訟が頻発している。また、正社員登用をちらつかせるなどして、自社の商品の購入を非常勤に押し付ける、いわゆる「自爆営業」の強要や、雇用における待遇差別が同一労働同一賃金の原則に反するものがあるとして、たびたび労働裁判となっている。報復として、わざと誤配して勤務に来なくなった非常勤もいた。